# Miss Minas Gerais 2013
Miss Minas Gerais 2013 foi a 56ª edição do concurso que escolheu a melhor candidata mineira para representar seu estado e sua cultura no Miss Brasil. O evento contou com a presença de vinte e uma candidatas de diversos municípios do estado. A noite final da competição foi televisionada pela Rede Bandeirantes para toda a região mineira através do seu portal oficial. Thiessa Sickert, Miss Minas Gerais 2012 e terceira colocada no Miss Brasil 2012, coroou sua sucessora ao título no final do evento. A vencedora foi a veterana Janaína Barcelos que representou a cidade de Betim. 

## Resultados
| Posição           | Candidata                                |
| Miss Minas Gerais | - Betim - Janaína Barcelos               |
| 2º. Lugar         | - Belo Horizonte - Marina Teixeira       |
| 3º. Lugar         | - Conselheiro Lafaiete - Silmara Ribeiro |
| 4º. Lugar         | - Belo Horizonte - Stephanie Chëib       |
| 5º. Lugar         | - Uberaba - Victória Weitzel             |

### Premiações Especiais
| Posição       | Candidata                    |
| Miss Simpatia | - Contagem - Ludmila Werneck |

### Ordem dos Anúncios

#### Top 05
1. Betim
2. Belo Horizonte
3. Conselheiro Lafaiete
4. Belo Horizonte
5. Uberaba

## Candidatas
Até agora as candidatas municipais eleitas para competir no estadual:  
| - Andradas - Aline Pierri - Belo Horizonte - Marina Luíza - Belo Horizonte - Marina Teixeira - Belo Horizonte - Stephanie Chëib - Betim - Ciele Veneroso - Betim - Janaína Barcelos - Bom Despacho - Talita Carvalho - Caldas - Ingrid Franco - Campo Belo - Marina Belchior - Carmo do Paranaíba - Poliana Mara - Caxambu - Catiane Vieira | - Conselheiro Lafaiete - Silmara Ribeiro - Contagem - Ludmila Werneck - Contagem - Raíssa Guess - Cristais - Mariana Gambogi - Ipatinga - Laila Petzold - Lagoa Santa - Ingrid Duarte - Poços de Caldas - Fernanda Lemes - Uberaba - Victória Weitzel - Uberlândia - Ana Laura Barata - Uberlândia - Renata Schiavinato |

Desistências
- Bicas - Juliana Morgado
- Contagem - Carol Vasconcelos
- Juiz de Fora - Mayara Valentim
- Ouro Preto - Júlia Perucci

## Candidatas em outros concursos
| Miss São Paulo - 2008: Betim - Janaína Barcelos (Vencedora) - 2011: Andradas - Aline Pierri (Semifinalista) Miss Minas Gerais Model - 2010: Patrocínio - Poliana Mara (Vencedora) Miss Minas Gerais Globo - 2013: Bom Despacho - Talita Carvalho (3º. Lugar) Miss Terra Minas Gerais - 2013: Belo Horizonte - Marina Teixeira (3º. Lugar) - 2013: Bom Despacho - Talita Carvalho - 2013: Patrocínio - Poliana Mara Miss Brasil - 2008: Betim - Janaína Barcelos (4º. Lugar) Miss Terra Brasil - 2011: Betim - Janaína Barcelos (4º. Lugar) | Miss Brasil Universitária - 2012: Belo Horizonte - Marina Teixeira (Vencedora) Miss Brasil Model - 2010: Patrocínio - Poliana Mara Miss Brasil World - 2013: Andradas - Aline Pierri Miss Brasil Seven Continents - 2013: Bom Despacho - Talita Carvalho (Vencedora) Miss Motors Internacional - 2010: Betim - Janaína Barcelos Miss Mundo Universitária - 2012: Belo Horizonte - Marina Teixeira Miss Seven Continents - 2013: Bom Despacho - Talita Carvalho |